# Marija Sidorowa
Marija Igorewna Sidorowa, ros. Мария Игоревна Сидорова (ur. 21 listopada 1979 w Bałaszysze) – rosyjska piłkarka ręczna grająca na pozycji bramkarza w klubie Łada Togliatti, uczestniczka letnich igrzysk olimpijskich w Londynie, reprezentantka Rosji w kadrze.

## Kariera
Dwukrotna mistrzyni świata: z roku 2005 i 2007. Srebrna medalistka z igrzysk w Pekinie. Sześciokrotna mistrzyni klubowa z lat 2002, 2003 i 2004, 2005, 2006 i 2008 z klubem Łada Togliatti. Wicemistrzyni Ligi Mistrzów z 2007 roku, gdzie jej klub przegrał w finale z Slagelse DT.

## Życie prywatne
W 2001 roku ukończyła Akademię Moskiewską. Zna język angielski. Zamężna, ma syna Daniela (urodzony 8 sierpnia 2009 roku)

## Wyróżnienia
- Medal Orderu „Za Zasługi» I stopnia (2 sierpnia 2009) – za wybitne zasługi dla rozwoju kultury fizycznej i sportu, wysokich osiągnięć sportowych podczas Igrzysk XXIX Olimpiady w Pekinie w 2008 roku.